# Destin brisé : Britney Spears, l'enfer de la gloire
Pour plus de détails, voir Fiche technique et Distribution.
Destin brisé : Britney Spears, l'enfer de la gloire (Britney Ever After) est un téléfilm biographique américain réalisé par Leslie Libman et diffusé sur Lifetime en 2017.
C'est un téléfilm biographique basé sur la vie de la chanteuse américaine Britney Spears. Il est considéré comme non-officiel, la chanteuse ou son équipe n'ayant pas été impliqués durant la production. Les représentants de Britney Spears ont déclaré à ce sujet que la chanteuse ne contribuerait pas au téléfilm et ne donnerait pas sa bénédiction à la production. Les droits d'utilisation de ces chansons leur ont également été refusés.
En France, le téléfilm a été diffusé le 17 juillet 2018 sur TF1.

## Synopsis

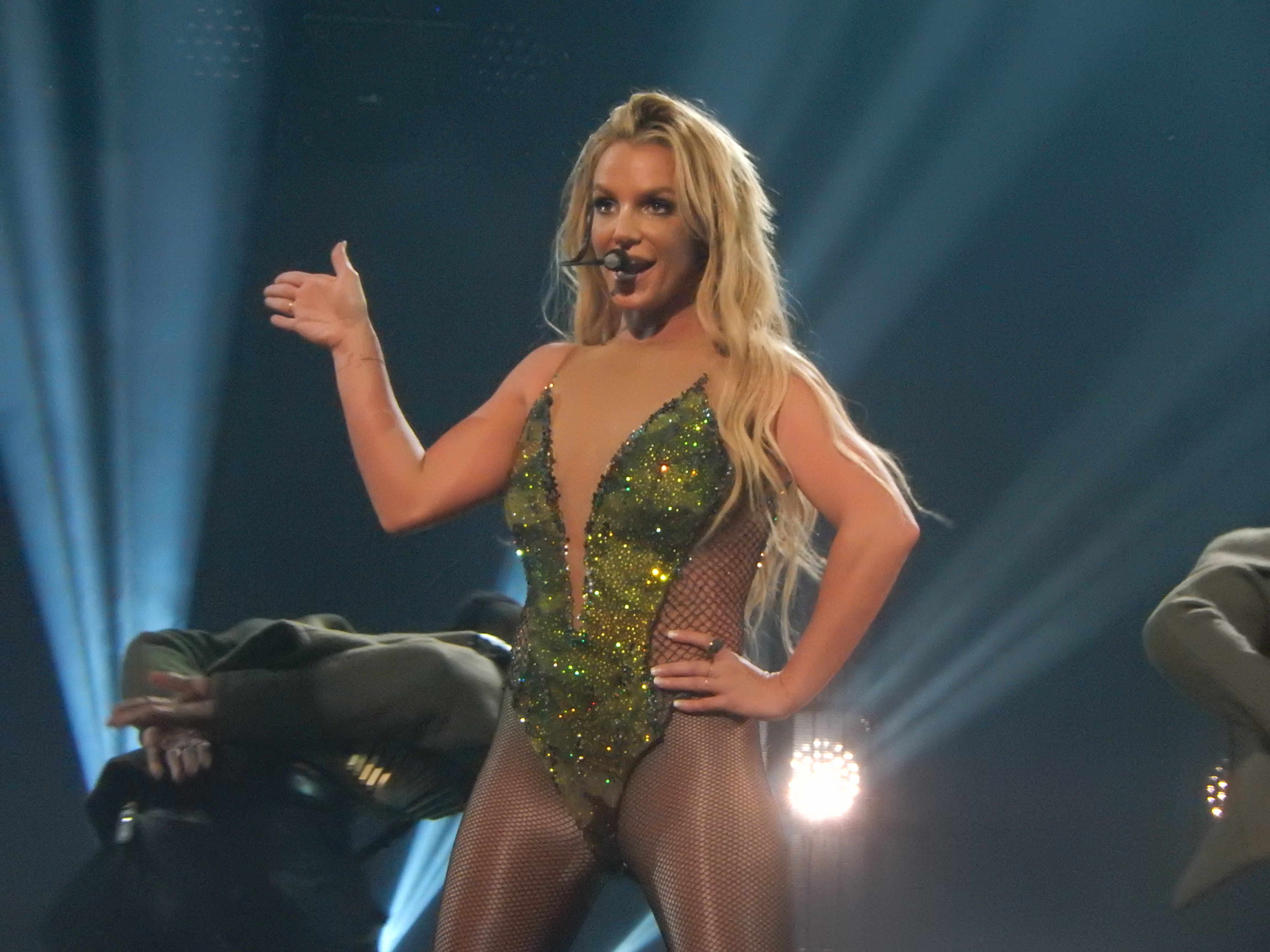
La chanteuse Britney Spears, dont le téléfilm s'inspire de la vie.

En 2008, Britney Spears est sur le point de faire son retour après sa descente aux enfers. Elle décide donc de se confier sur son parcours devant les caméras d'une émission.
La chanteuse revient sur sa première tournée et le début de son succès, sa rencontre avec les NSYNC qui lui a ouvert les portes d'une histoire d'amour avec Justin Timberlake, son histoire et son mariage avec Kevin Federline ou encore ses enfants et sa famille.
Britney se confie aussi sur les raisons de sa chute. La pression d'être traquée par les médias et d'avoir vécu toute sa vie sous les projecteurs. Aujourd'hui, elle est prête pour un nouveau départ.

## Fiche technique
Sauf indication contraire, les informations mentionnées dans cette section peuvent être confirmées par la base de données cinématographiques IMDb,  présente dans la section « Liens externes ».
- Titre original : Britney Ever After
- Titre français : Destin brisé : Britney Spears, l'enfer de la gloire
- Réalisation : Leslie Libman
- Scénario : Anne-Marie Hess
- Direction artistique : Jonathan Krauth
- Décors : Trevor Johnston et Christopher Strand
- Costumes : Tina Fiorda
- Photographie : Adam Sliwinski
- Musique : Danny Lux
- Montage : Daria Ellerman
- Chorégraphie : Heather Laura Gray
- Casting : Catharine Falcon, Bim Narine et Amey René
- Production : Harvey Kahn, Leslie Libman et Charles Pugliese
- Producteurs délégués : Joan Harrison, Jonathan Koch et Steven Michaels
- Sociétés de production : Asylum Entertainment et Side Street Post
- Sociétés de distribution : Lifetime Pictures
- Pays d’origine :  États-Unis
- Langue originale : anglais
- Format : couleur - 16:9 HD - son Dolby
- Genre : Drame biographique
- Durée : 120 minutes
- Dates de sortie : 
  -  États-Unis : 18 février 2017 sur Lifetime
  -  France :  17 juillet 2018 sur TF1

## Distribution
- Natasha Bassett (VF : Juliette Allain) : Britney Spears
- Peter Benson (VF : Julien Sibre) : Larry Rudolph
- Clayton Chitty (en) : Kevin Federline
- Nathan Keyes (en) (VF : Gwendal Anglade) : Justin Timberlake
- Nicole Oliver (en) (VF : Jeanne Savary) : Lynne Spears
- Jillian Walchuck : Paris Hilton
- Matthew Harrison (VF : Jérémie Covillault) : James Spears
- Markian Tarasiuk : Wade Robson
- Connor Paton : Lance Bass
- Matt Visser : Joey Fatone
- Lindsay Gibson (VF : Carole Franck) : Felicia Cullotta
- Kyle Warren : Jesse Lozano
- Emma Johnson : Alli Sims

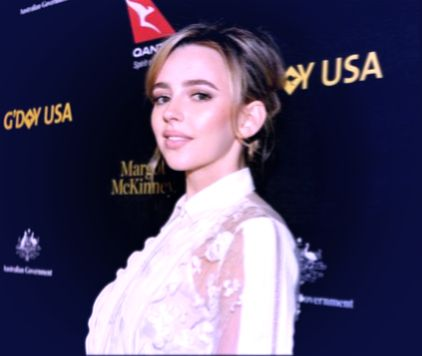
L'actrice Natasha Bassett, interprète de Britney Spears dans le téléfilm.

- Josie Bulbrook : Jamie Lynn Spears
- Zac Vran : JC Chasez
- Elinet Louicius : Jamie Foxx
- Serge Jaswal : Adnan
- Harrison MacDonald : Reg Jones
- Tamara Thorsen : Jenna Dewan
- Frankie Cena : Chris Kirkpatrick
- Kelly McCabe : Jason Alexander
- Benjamin Arce (VF : Pierre Val) : Sam Lutfi
- Mason Fairhurst : Sean Preston
- Rees Townsend : Jayden James

- Source et légende : Version française (VF) sur AlloDoublage[3].

## Accueil

### Critiques
Le téléfilm a reçu un accueil généralement négatif de la critique américaine. L'un des journalistes du magazine New Musical Express décrit le téléfilm comme un « accident de voiture » et a relevé un grand nombre d'inexactitudes et critiqué le choix des acteurs. Pour Billboard, il manque beaucoup de « pièces » importantes de la vie de Britney Spears. Pour The Guardian, il est « ringard mais étrangement irrésistible ».

### Audience
Lors de sa première diffusion, le téléfilm a réuni un peu plus d'un millions de téléspectateurs, un score en dessous des derniers téléfilms de la chaîne.